# Ministerie van Volksgezondheid en Milieuhygiëne
Het ministerie van Volksgezondheid en Milieuhygiëne was een Nederlands ministerie. In 1971 werd het door het kabinet-Biesheuvel I ingesteld. Volksgezondheid was tot dan onderdeel van het ministerie van Sociale Zaken en Volksgezondheid. Milieuhygiëne was een nieuw beleidsterrein. Volksgezondheid ging in 1982 op in het nieuwgevormde ministerie van Welzijn, Volksgezondheid en Cultuur, Milieuhygiëne kwam bij het nieuwgevormde ministerie van Volkshuisvesting, Ruimtelijke Ordening en Milieubeheer.

## Ministers
Ministers van Volksgezondheid en Milieuhygiëne	waren:
- kabinet-Van Agt III 1982 Til Gardeniers-Berendsen
- kabinet-Van Agt II 1981-1982 Til Gardeniers-Berendsen
- kabinet-Van Agt I 1977-1981	Leendert Ginjaar
- kabinet-Den Uyl 1973-1977 Irene Vorrink
- kabinet-Biesheuvel II 1972-1973	Louis Stuyt
- kabinet-Biesheuvel I 1971-1972	Louis Stuyt

Algemene Zaken (AZ) · 
Asiel en Migratie (A&M) · 
Binnenlandse Zaken en Koninkrijksrelaties (BZK) · 
Buitenlandse Zaken (BZ) ·
Defensie (Def) · 
Economische Zaken (EZ) · 
Financiën (Fin) · 
Infrastructuur en Waterstaat (I&W) · 
Justitie en Veiligheid (J&V) · 
Klimaat en Groene Groei (KGG) · 
Landbouw, Visserij, Voedselzekerheid en Natuur (LVVN) ·
Onderwijs, Cultuur en Wetenschap (OCW) · 
Sociale Zaken en Werkgelegenheid (SZW) · 
Volksgezondheid, Welzijn en Sport (VWS) · 
Volkshuisvesting en Ruimtelijke Ordening (VRO)

Voormalige ministeries:
Algemene Oorlogvoering van het Koninkrijk (AOK) ·
Arbeid, Handel en Nijverheid ·
 Binnenlandse Zaken en Landbouw ·
Cultuur, Recreatie en Maatschappelijk Werk (CRM) ·
Economische Zaken en Arbeid ·
Economische Zaken, Landbouw en Innovatie (EL&I) · 
Eredienst ·
Handel en Nijverheid ·
Handel, Nijverheid en Landbouw ·
Handel, Nijverheid en Scheepvaart ·
Infrastructuur en Milieu ·
Justitie (Just) ·
Koloniën, later Overzeese Gebiedsdelen ·
Landbouw, Natuurbeheer en Visserij ·
Landbouw, Nijverheid en Handel ·
Landbouw en Visserij ·
Landbouw, Visserij en Voedselvoorziening ·
Maatschappelijk Werk ·
Marine ·
Oorlog ·
Onderwijs en Wetenschappen ·
 Onderwijs, Kunsten en Wetenschappen ·
Openbare Werken ·
Openbare Werken en Wederopbouw ·
Sociale Zaken en Volksgezondheid ·
Verkeer ·
Verkeer en Energie ·
Verkeer en Waterstaat (V&W) · 
Volksgezondheid en Milieuhygiëne ·
Volkshuisvesting en Bouwnijverheid ·
Volkshuisvesting, Ruimtelijke Ordening en Milieubeheer (VROM) ·
Waterstaat ·
Waterstaat, Handel en Nijverheid ·
Wederopbouw en Volkshuisvesting ·
Welzijn, Volksgezondheid en Cultuur (WVC)